# Elegia di un viaggio
Elegia di un viaggio o Elegia del viaggio (Elegiya dorogi) è un film mediometraggio del 2001 scritto e diretto da Aleksandr Sokurov.
Per certi aspetti il film anticipa il successivo Arca russa. Entrambi i film, infatti, mostrano un viaggio onirico visto dagli occhi del protagonista, del quale sentiamo la voce che commenta, e in entrambi i film si "esplora" un museo, le cui opere vengono riprese e commentate.

## Trama
Il film è la trasposizione di un sogno: per quasi tutta la durata vediamo con gli occhi del protagonista, mentre in alcune scene lo vediamo di schiena. Egli si viene a trovare in diversi ambienti e situazioni, e sentiamo la sua voce che commenta e riflette su ciò che accade.
Inizialmente ci si trova in un ambiente invernale, poi in una chiesa dove avviene un battesimo, in seguito su una nave. Poi il protagonista incontra in un bar un uomo che gli racconta una sua esperienza e gli parla del suo modo di vedere la vita. Infine ci si ritrova in un edificio vuoto e buio ai cui muri sono appesi dei quadri: osservandoli, il nostro uomo fa riflessioni sull'arte, sulla vita, e sul passare del tempo.

## I quadri
La parte finale del film è stata girata nel museo Boijmans Van Beuningen di Rotterdam. Si vedono quadri di diversi pittori olandesi o fiamminghi come Pieter Jansz Saenredam, Hercules Seghers, Andreas Schelfhout, Vincent van Gogh, Adam Willaerts, Pieter Bruegel il Vecchio, Charles Leickert.

## Colonna sonora
La colonna sonora comprende brani composti da Fryderyk Chopin, Michail Glinka, Gustav Mahler, Pëtr Il'ič Čajkovskij e Sergei Slonimsky.

## Distribuzione
È stato presentato al Festival di Venezia nel 2001, e in seguito al Festival di Rotterdam. Nel 2003 è stato trasmesso dalla TV italiana nella trasmissione Fuori orario. Cose (mai) viste, con il titolo di Elegia della traversata.